# Équipe de France de football au Championnat d'Europe 2016
Pour un article plus général, voir Campagne 2014-2016 de l'équipe de France de football.
Cet article relate le parcours de l’équipe de France de football lors du Championnat d'Europe de football 2016 organisé en France du 10 juin au 10 juillet 2016.

## Contexte
Après une Coupe du monde 2014 jugée « réussie », tant sur le plan sportif et extra sportif, où les Français ne sont tombés qu'en quart-de-finale face aux futurs champions du monde allemands (défaite 1-0), les Bleus débutent une campagne de deux ans de matchs amicaux à partir de septembre 2014. Tout d'abord, l'équipe de France achève l'année civile en ne comptant qu'une seule défaite après avoir battu l'Espagne (1-0), le Portugal (2-1), l'Arménie (3-0) et la Suède (1-0) et été tenue en échec par la Serbie (1-1) et l'Albanie (1-1). Le début d'année 2015 est beaucoup plus compliqué avec une défaite 3-1 au Stade de France face au Brésil compensé par une victoire 2-0 contre le Danemark à Saint-Étienne. La période de juin est catastrophique avec une défaite lourde (4-3) à domicile contre les Belges et l'échec surprise en Albanie (1-0), le tout à un an de l'Euro 2016. Après cette période de trouble, les Bleus enchaînent quatre victoires consécutives au Portugal (1-0) et contre la Serbie en septembre (2-1) puis contre l'Arménie (4-0) et le Danemark (2-1) en octobre. Le rassemblement de novembre est marqué par les attentats du 13 novembre 2015 en France malgré une victoire face à l'Allemagne (2-0), dans le Stade de France qui était une cible des terroristes.
Le 12 décembre 2015, le tirage au sort de la phase finale de l'Euro 2016 réserve un groupe jugé plutôt « clément » par les observateurs avec la Roumanie, l'Albanie et la Suisse (déjà rencontrée lors du dernier Mondial). Le président de la FFF, Noël Le Graët déclare qu'il s'agit d'un « groupe accessible » tandis que le sélectionneur Didier Deschamps reste prudent mais relativise : « Ça pouvait être pire… »,. Concernant l'objectif, Le Graët souhaite voir les Bleus au moins « en demi-finales » même s'il croit les Bleus capables de remporter l'Euro. Enfin, Deschamps dans sa précaution habituelle, reprend ses termes du Mondial 2014 : « Gagner le premier match » et « finir premier du groupe ».

## Maillots
Pendant l'Euro 2016, l'équipe de France porte un maillot confectionné par l'équipementier Nike. Le maillot domicile comporte deux nuances de bleu, avec un ton plus foncé sur les manches que la couleur présente sur le reste de la tenue. Le maillot extérieur est plus original, reprenant les couleurs du drapeau national, avec le torse en blanc et les manches en bleu et rouge. Il est vendu 140 € en version "authentique" et 80 € en version "replica".

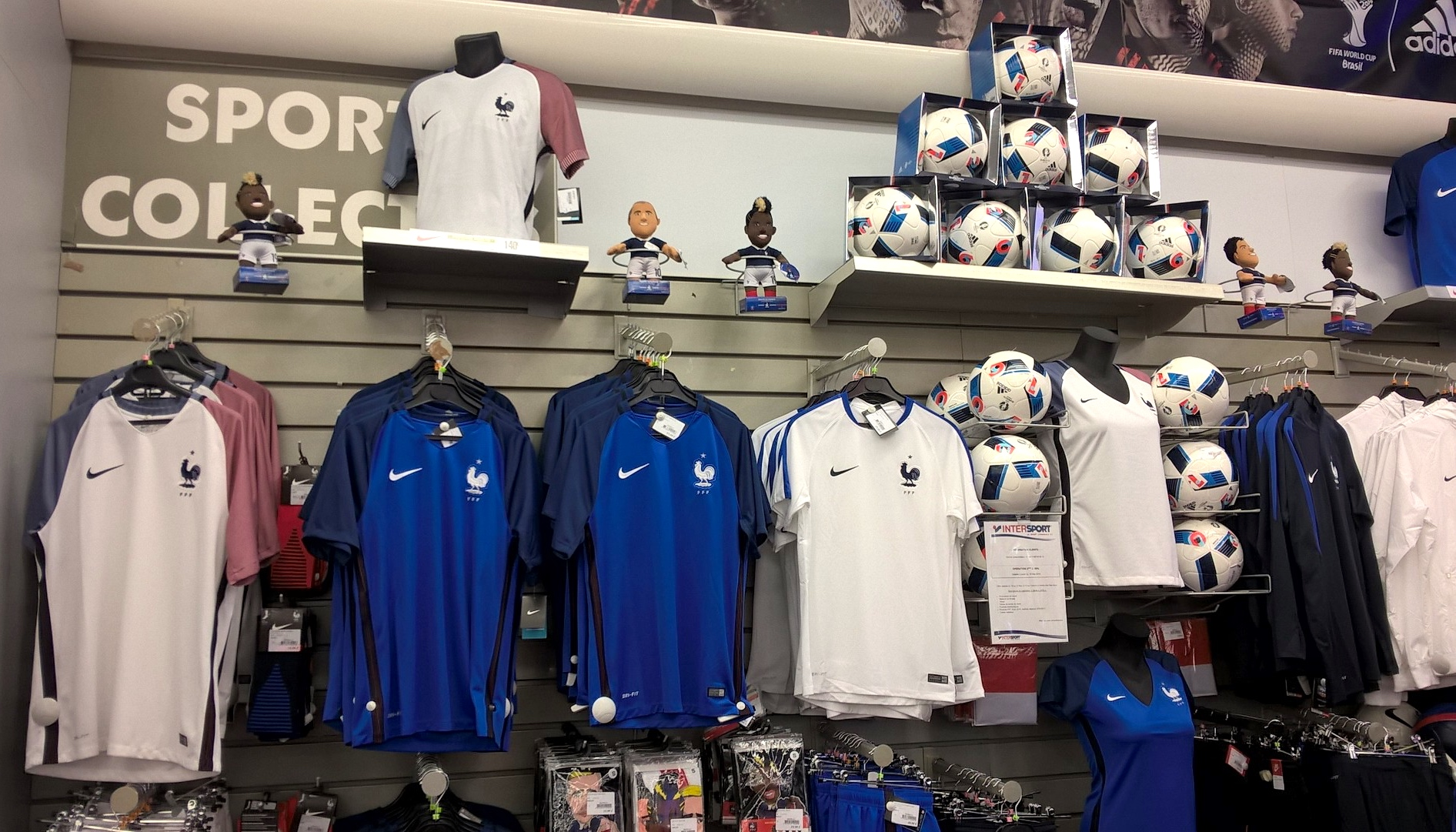
Tenues de l'équipe de France pour l'Euro 2016.

## Qualification

### Groupe I
En tant que pays organisateur, la France est directement qualifiée pour la compétition. Elle est toutefois intégrée au groupe I des qualifications, où toutes ses rencontres sont considérées comme des matchs amicaux.
Le Portugal et l'Albanie sont directement qualifiés en tant que premier et second du groupe, tandis que le Danemark doit passer par les barrages, où il est éliminé par la Suède. La Serbie et l'Arménie sont éliminées. Les Serbes sont sanctionnés d'un retrait de 3 points après leur match à domicile contre l'Albanie.
| Rang | Équipe   | Pts | J | G | N | P | Bp | Bc | Diff |  | Résultats (▼ dom., ► ext.) |     |     |     |     |     |
| ---- | -------- | --- | - | - | - | - | -- | -- | ---- |  | -------------------------- | --- | --- | --- | --- | --- |
| 1    | Portugal | 21  | 8 | 7 | 0 | 1 | 11 | 5  | +6   |  | Portugal                   |     | 0-1 | 1-0 | 2-1 | 1-0 |
| 2    | Albanie  | 14  | 8 | 4 | 2 | 2 | 10 | 5  | +5   |  | Albanie                    | 0-1 |     | 1-1 | 0-2 | 2-1 |
| 3    | Danemark | 12  | 8 | 3 | 3 | 2 | 8  | 5  | +3   |  | Danemark                   | 0-1 | 0-0 |     | 2-0 | 2-1 |
| 4    | Serbie   | 4-3 | 8 | 2 | 1 | 5 | 8  | 13 | -5   |  | Serbie                     | 1-2 | 0-3 | 1-3 |     | 2-0 |
| 5    | Arménie  | 2   | 8 | 0 | 2 | 6 | 5  | 14 | -9   |  | Arménie                    | 2-3 | 0-3 | 0-0 | 1-1 |     |

Si les résultats de la France avaient été comptabilisés, elle aurait terminé première de son groupe, devant le Portugal et l'Albanie.
| Rang | Équipe   | Pts | J  | G | N | P | Bp | Bc | Diff |  | Résultats (▼ dom., ► ext.) |     |     |     |     |     |     |
| ---- | -------- | --- | -- | - | - | - | -- | -- | ---- |  | -------------------------- | --- | --- | --- | --- | --- | --- |
| 1    | France   | 23  | 10 | 7 | 2 | 1 | 18 | 6  | +12  |  | France                     |     | 2-1 | 1-1 | 2-0 | 2-1 | 4-0 |
| 2    | Portugal | 21  | 10 | 7 | 0 | 3 | 12 | 8  | +4   |  | Portugal                   | 0-1 |     | 0-1 | 1-0 | 2-1 | 1-0 |
| 3    | Albanie  | 18  | 10 | 5 | 3 | 2 | 11 | 6  | +5   |  | Albanie                    | 1-0 | 0-1 |     | 1-1 | 0-2 | 2-1 |
| 4    | Danemark | 12  | 10 | 3 | 3 | 4 | 9  | 10 | -1   |  | Danemark                   | 1-2 | 0-1 | 0-0 |     | 2-0 | 2-1 |
| 5    | Serbie   | 5-3 | 10 | 2 | 2 | 6 | 10 | 16 | -6   |  | Serbie                     | 1-1 | 1-2 | 0-3 | 1-3 |     | 2-0 |
| 6    | Arménie  | 2   | 10 | 0 | 2 | 8 | 5  | 20 | -15  |  | Arménie                    | 0-3 | 2-3 | 0-2 | 0-0 | 1-1 |     |

## Approche de la compétition

### Novembre 2015

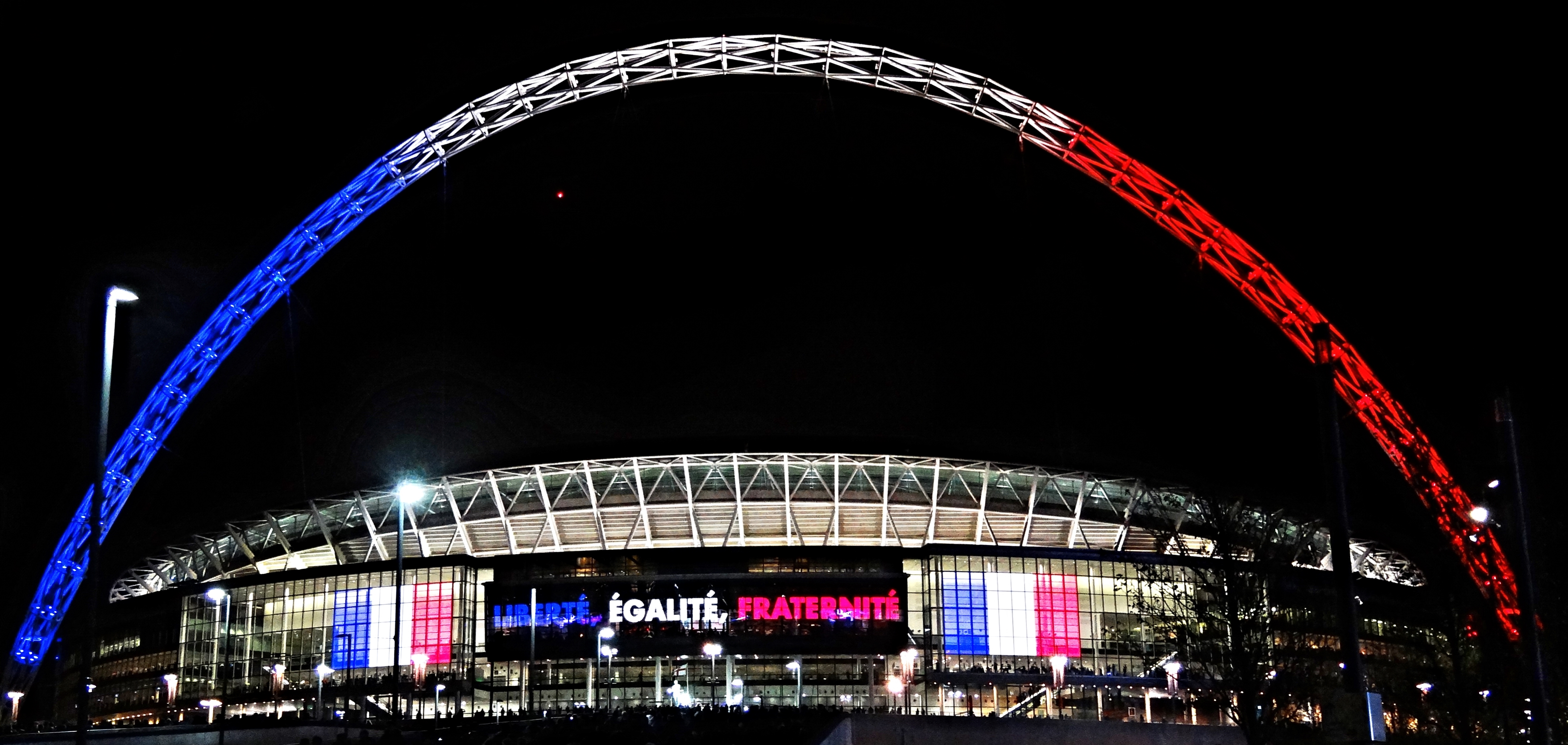
Le stade de Wembley aux couleurs de la France.

À la fin de l'année 2015, l'équipe de France dispute deux matchs amicaux contre l'Allemagne et l'Angleterre en vue de la préparation pour l'Euro. Peu avant ce rassemblement, l'affaire dite de la « sextape » éclate publiquement impliquant Karim Benzema et Mathieu Valbuena, deux joueurs cadres de l'équipe. Dans cette actualité mouvementée, le sélectionneur Didier Deschamps ne retient aucun des deux et décide d'appeler Kingsley Coman, André-Pierre Gignac ainsi qu'Hatem Ben Arfa, auteurs d'un très bon début de saison avec leurs clubs respectifs.  
Le 13 novembre 2015, les Bleus reçoivent la Manschaft, championne du monde en titre au Stade de France. Sur le terrain, les hommes de Didier Deschamps l'emportent 2-0 (buts de Giroud et Gignac) au terme d'une prestation solide. 
Toutefois, cette rencontre est marquée par les attentats qui touchent la capitale, le stade de France étant l'une des cibles des terroristes. Cet évènement tragique (130 morts) plonge la France dans un deuil national. Certains proches des joueurs comme Lassana Diarra, qui perd sa cousine, ou Antoine Griezmann, dont la sœur est une rescapée des attaques du Bataclan, font notamment partie des victimes. 
Quatre jours plus tard, les Bleus se déplacent à Wembley pour un match à l'intérêt sportif limité, du fait de l'émotion patente. Une cérémonie protocolaire en hommage aux victimes est tenue avant le match tandis que La Marseillaise est chantée par tout le stade anglais. L'enjeu sportif semble anecdotique : l'Angleterre s'impose sans forcer 2-0.
| Match amical               | France                    | 2 - 0   | Allemagne | Stade de France, Saint-Denis                                |                                                             |
| 13 novembre 2015 20h45 HEC | Giroud 45+1e · Gignac 86e | (1 - 0) |           | Spectateurs : 79 000 Arbitrage : Antonio Miguel Mateu Lahoz | Spectateurs : 79 000 Arbitrage : Antonio Miguel Mateu Lahoz |
| 13 novembre 2015 20h45 HEC | Rapport                   |         |           | Spectateurs : 79 000 Arbitrage : Antonio Miguel Mateu Lahoz | Spectateurs : 79 000 Arbitrage : Antonio Miguel Mateu Lahoz |

| Match amical               | Angleterre            | 2 - 0   | France | Wembley, Londres                                |                                                 |
| 17 novembre 2015 21h00 HEC | Alli 39e · Rooney 48e | (1 - 0) |        | Spectateurs : 71 223 Arbitrage : Jonas Eriksson | Spectateurs : 71 223 Arbitrage : Jonas Eriksson |
| 17 novembre 2015 21h00 HEC | Rapport               |         |        | Spectateurs : 71 223 Arbitrage : Jonas Eriksson | Spectateurs : 71 223 Arbitrage : Jonas Eriksson |

### Mars 2016
Au printemps 2016, le 25 mars, l'équipe de France se déplace à l'Amsterdam ArenA pour y affronter les Pays-Bas, non qualifiés pour l'Euro. Le match a lieu peu après les attentats de Bruxelles et au lendemain du décès de Johan Cruyff. Au cours de cette rencontre forcément particulière, les Bleus réalisent une bonne entame de match et s'imposent finalement 2-3 grâce notamment à un but en toute fin de match de Blaise Matuidi, capitaine du soir. 
Quatre jours plus tard, la France reçoit la Russie au Stade de France. Pour leur retour à Saint-Denis après les attentats du 13 novembre, les Bleus réalisent un festival offensif en s'imposant 4-2 (Kanté pour sa 2e sélection, Gignac, Payet et Coman sont les buteurs) malgré quelques lacunes défensives.
| Match amical           | Pays-Bas                  | 2 - 3   | France                                  | Amsterdam ArenA, Amsterdam                    |                                               |
| 25 mars 2016 20h45 HEC | de Jong 47e · Afellay 86e | (0 - 2) | 6e Griezmann · 13e Giroud · 88e Matuidi | Spectateurs : 51 000 Arbitrage : Felix Zwayer | Spectateurs : 51 000 Arbitrage : Felix Zwayer |
| 25 mars 2016 20h45 HEC | Rapport                   |         |                                         | Spectateurs : 51 000 Arbitrage : Felix Zwayer | Spectateurs : 51 000 Arbitrage : Felix Zwayer |

| Match amical           | France                                        | 4 - 2   | Russie                    | Stade de France, Saint-Denis                   |                                                |
| 29 mars 2016 20h45 HEC | Kanté 8e · Gignac 38e · Payet 64e · Coman 76e | (2 - 0) | Kokorin 56e · Zhirkov 68e | Spectateurs : 65 000 Arbitrage : Craig Thomson | Spectateurs : 65 000 Arbitrage : Craig Thomson |

## Période de préparation
Le 13 avril 2016, un mois avant l'annonce de la liste des joueurs retenus, la Fédération française de football décide que Karim Benzema ne participera à l'Euro 2016 au nom de l'« exemplarité », à la suite de son implication dans l'affaire de la « sextape ». Le joueur, qui était suspendu provisoirement jusque-là, n'avait pas pris part au rassemblement de mars. Dans le journal de 20 heures sur TF1, le 12 mai, Didier Deschamps livre sa liste des 23 joueurs (plus les réservistes) choisis pour disputer l'Euro 2016 à domicile. Le groupe retenu est le même qu'en mars à l'exception de Mamadou Sakho, suspendu provisoirement par l'UEFA pour un contrôle positif à un brûleur de graisse. Les observateurs jugent la liste « sans surprises » mais relèvent l'absence notable d'Hatem Ben Arfa, auteur d'une saison exceptionnelle (17 buts et 6 passes décisives en championnat) avec l'OGC Nice. Les supporters émettent également des réserves quant à la sélection d'Olivier Giroud, en difficulté avec son club d'Arsenal. 

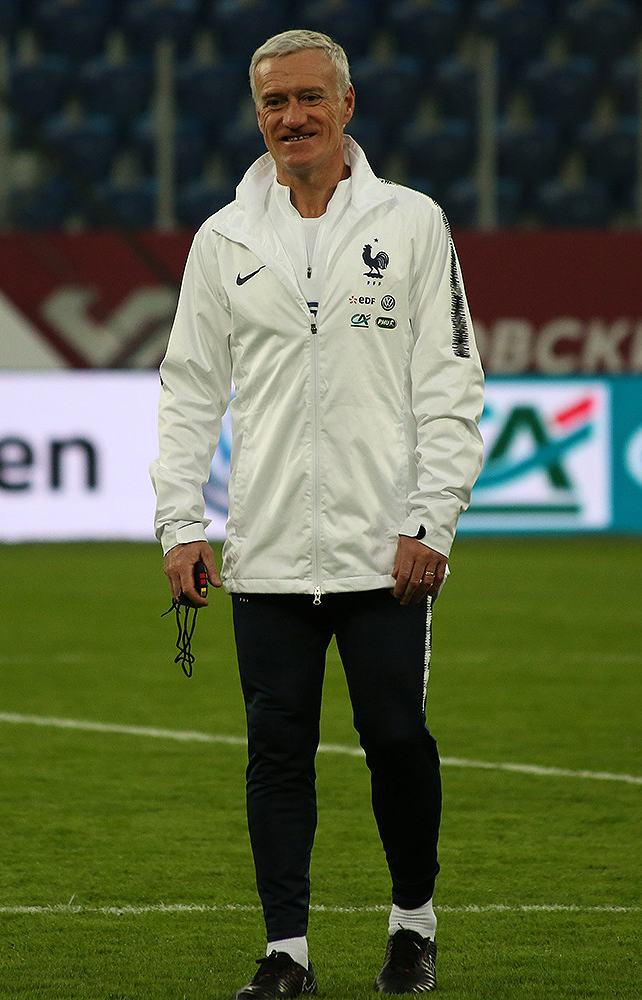
Didier Deschamps doit diriger une préparation mouvementée avant l'Euro.

Pour son début de rassemblement, l'équipe de France séjourne à Biarritz lors d'un stage du 17 au 21 mai. Seulement dix-sept joueurs sont présents, les autres étant encore retenus par leur club pour les finales de coupes nationales et européennes. Au Pays basque, les Bleus utilisent les installations du parc des sports d'Aguiléra. Les séances sont ouvertes au public et se déroulent devant de nombreux supporters. De retour à Clairefontaine, l'effectif est quasiment au complet, seuls Antoine Griezmann et Raphaël Varane sont encore mobilisés pour la finale de Ligue des Champions. Varane doit finalement déclarer forfait, le 24 mai, en raison d'une blessure à la cuisse. Il est remplacé par Adil Rami, non présent dans la liste des réservistes mais son profil de droitier ayant poussé le sélectionneur à le rappeler. Quatre jours plus tard, c'est au tour de Jérémy Mathieu de quitter les Bleus après des examens médicaux passés. Le réserviste Samuel Umtiti le remplace numériquement. Le 29 mai, les sept autres réservistes quittent le groupe.
Le 30 mai, à Nantes, l'équipe de France dispute un premier match amical contre le Cameroun au Stade de la Beaujoire. Comme contre la Russie, les Bleus montrent de belles promesses offensives avec des buts de Matuidi, Giroud et un nouveau coup franc de Payet mais la défense encaisse encore deux buts (victoire 3-2). Le lendemain, la cascade de blessures en équipe de France se poursuit. Blessé au genou gauche, Lassana Diarra est contraint de renoncer à l'Euro et est remplacé par Morgan Schneiderlin qui était parmi les réservistes. De son côté, Didier Deschamps est attaqué par médias interposés par plusieurs personnalités pour ses choix à l'encontre de Benzema et de Ben Arfa. Dans une interview au Guardian, l'ancien joueur Éric Cantona soupçonne le sélectionneur de racisme en laissant entendre qu'il ne les a pas sélectionnés en raison de leurs origines. Ces propos provoquent de vives réactions. Quelques jours plus tard, l'humoriste Jamel Debbouze affirme que « Benzema et Ben Arfa payent la situation sociale de la France d'aujourd'hui ». Enfin, dans un quotidien espagnol, Karim Benzema lui-même suggère que « Deschamps a cédé sous la pression d'une partie raciste de la France » lors de sa mise à l'écart. Ses propos sont immédiatement condamnés par la classe politique de tout bord.
Dans la poursuite de cette préparation, l'équipe de France se rend à Innsbruck en Autriche pour effectuer un second stage du 31 mai au 4 juin. Rentrés en France, les Bleus disputent un dernier match amical à Metz face à l'Écosse. L'équipe de France plie rapidement le match en menant 3-0 à la mi-temps. Grâce à un doublé dont une talonnade finement jouée, l'attaquant Olivier Giroud démontre son efficacité après avoir été remis en cause dans son statut de titulaire par certains médias et supporters. Laurent Koscielny est l'auteur du troisième et dernier but puisqu'au aucun ne sera inscrit en seconde période malgré quelques occasions. La France s'offre un match rassurant défensivement et toujours aussi convaincant offensivement à une semaine de son entrée en lice.
| Match amical de préparation 1 | France                               | 3 - 2  | Cameroun                          | La Beaujoire, Nantes                             |                                                  |
| 30 mai 2016 21h00 HEC         | Matuidi 20e · Giroud 41e · Payet 90e | (2 -1) | Aboubakar 22e · Choupo-Moting 88e | Spectateurs : 37 000 Arbitrage : Simon Lee Evans | Spectateurs : 37 000 Arbitrage : Simon Lee Evans |
| 30 mai 2016 21h00 HEC         | Rapport                              |        |                                   | Spectateurs : 37 000 Arbitrage : Simon Lee Evans | Spectateurs : 37 000 Arbitrage : Simon Lee Evans |

| Match amical de préparation 2 | France                        | 3 - 0  | Écosse | Stade Saint-Symphorien, Metz                          |                                                       |
| 4 juin 2016 21h00 HEC         | Giroud 8e 35e · Koscielny 39e | (3 -0) |        | Spectateurs : 25 057 Arbitrage : Sébastien Delferiere | Spectateurs : 25 057 Arbitrage : Sébastien Delferiere |
| 4 juin 2016 21h00 HEC         | Rapport                       |        |        | Spectateurs : 25 057 Arbitrage : Sébastien Delferiere | Spectateurs : 25 057 Arbitrage : Sébastien Delferiere |

## Joueurs et encadrement

### Réservistes
Huit joueurs font partie d'une liste de réservistes en cas de forfait parmi les vingt-trois joueurs retenus. Ce sont Alphonse Areola (Villarreal), Hatem Ben Arfa (OGC Nice), Kevin Gameiro (Séville), Alexandre Lacazette (Olympique lyonnais), Adrien Rabiot (Paris Saint-Germain), Morgan Schneiderlin (Manchester United), Djibril Sidibé (LOSC Lille) et Samuel Umtiti (Olympique lyonnais). Didier Deschamps annonce que ces joueurs « feront une partie de la préparation », en parallèle des 23 titulaires, puis quitteront le groupe le 30 mai au matin, avant le match de préparation face au Cameroun à Nantes.
Finalement, Adil Rami (non réserviste), Morgan Schneiderlin et Samuel Umtiti intègrent le groupe à la suite des forfaits de Raphaël Varane, Jérémy Mathieu et Lassana Diarra durant la période de préparation. 

### Groupe définitif
| Numéro / Nom       | Numéro / Nom         | Équipe                       | Sél. (but)                                        | Date de naissance | J.              |                 |                 |                 |                 |
| Gardiens de but    | Gardiens de but      | Gardiens de but              | Gardiens de but                                   | Gardiens de but   | Gardiens de but | Gardiens de but | Gardiens de but | Gardiens de but | Gardiens de but |
| ------------------ | -------------------- | ---------------------------- | ------------------------------------------------- | ----------------- | --------------- | --------------- | --------------- | --------------- | --------------- |
| 1                  | Hugo Lloris          | Tottenham Hotspur            | 82 (0)                                            | 26.12.1986        | 7               | 0               | 0               | 0               | 0               |
| 16                 | Steve Mandanda       | Olympique de Marseille       | 22 (0)                                            | 28.03.1985        | 0               | 0               | 0               | 0               | 0               |
| 23                 | Benoit Costil        | Stade rennais                | 0 (0)                                             | 03.07.1987        | 0               | 0               | 0               | 0               | 0               |
| Défenseurs         |                      |                              |                                                   |                   |                 |                 |                 |                 |                 |
| 2                  | Christophe Jallet    | Olympique lyonnais           | 11 (1)                                            | 31.10.1983        | 0               | 0               | 0               | 0               | 0               |
| 3                  | Patrice Evra         | Juventus                     | 78 (0)                                            | 15.05.1981        | 7               | 0               | 1               | 0               | 0               |
| 4                  | Adil Rami            | FC Seville                   | 32 (1)                                            | 27.12.1985        | 4               | 0               | 2               | 0               | 0               |
| 21                 | Laurent Koscielny    | Arsenal                      | 36 (1)                                            | 10.09.1985        | 7               | 0               | 2               | 0               | 0               |
| 19                 | Bacary Sagna         | Manchester City              | 64 (0)                                            | 14.02.1983        | 7               | 0               | 0               | 0               | 0               |
| 17                 | Lucas Digne          | AS Rome                      | 13 (0)                                            | 20.07.1993        | 0               | 0               | 0               | 0               | 0               |
| 13                 | Eliaquim Mangala     | Manchester City              | 8 (0)                                             | 13.02.1991        | 1               | 0               | 0               | 0               | 0               |
| 22                 | Samuel Umtiti        | Olympique lyonnais           | 3 (0)                                             | 14.11.1993        | 3               | 0               | 2               | 0               | 0               |
| Milieux de terrain |                      |                              |                                                   |                   |                 |                 |                 |                 |                 |
| 12                 | Morgan Schneiderlin  | Manchester United            | 15 (0)                                            | 08.11.1989        | 0               | 0               | 0               | 0               | 0               |
| 6                  | Yohan Cabaye         | Crystal Palace Football Club | 48 (4)                                            | 14.01.1986        | 2               | 0               | 0               | 0               | 0               |
| 5                  | N'Golo Kanté         | Leicester City               | 8 (1)                                             | 25.03.1991        | 4               | 0               | 3               | 0               | 0               |
| 18                 | Moussa Sissoko       | Newcastle United             | 44 (1)                                            | 16.08.1989        | 6               | 0               | 0               | 0               | 0               |
| 14                 | Blaise Matuidi       | Paris SG                     | 50 (8)                                            | 09.04.1987        | 7               | 0               | 1               | 0               | 0               |
| 15                 | Paul Pogba           | Juventus                     | 38 (6)                                            | 15.03.1993        | 7               | 1               | 0               | 0               | 0               |
| Attaquants         |                      |                              |                                                   |                   |                 |                 |                 |                 |                 |
| 8                  | Dimitri Payet        | West Ham United              | 26 (6)                                            | 29.03.1987        | 7               | 3               | 0               | 0               | 0               |
| 7                  | Antoine Griezmann    | Atletico Madrid              | 34 (13)                                           | 21.03.1991        | 7               | 6               | 0               | 0               | 0               |
| 9                  | Olivier Giroud       | Arsenal                      | 55 (20)                                           | 30.09.1986        | 6               | 3               | 1               | 0               | 0               |
| 11                 | Anthony Martial      | Manchester United            | 11 (0)                                            | 05.12.1995        | 3               | 0               | 0               | 0               | 0               |
| 20                 | Kingsley Coman       | Bayern Munich                | 11 (1)                                            | 13.06.1996        | 6               | 0               | 0               | 0               | 0               |
| 10                 | André-Pierre Gignac  | Tigres UANL                  | 33 (7)                                            | 05.12.1985        | 6               | 0               | 0               | 0               | 0               |
| Sélectionneur      |                      |                              |                                                   |                   |                 |                 |                 |                 |                 |
|                    | Didier Deschamps     |                              | Sélectionneur : 54 matchs (V : 33, N : 9, D : 12) | 15.10.1968        |                 |                 |                 |                 |                 |
|                    | Guy Stéphan          |                              | Adjoint sélectionneur                             | 17.10.1956        |                 |                 |                 |                 |                 |
|                    | Éric Bedouet         |                              | Entraîneur physique                               | 14.04.1954        |                 |                 |                 |                 |                 |
|                    | Franck Le Gall       |                              | Médecin                                           | 21.01.1964        |                 |                 |                 |                 |                 |
|                    | Franck Raviot        |                              | Entraîneur des gardiens                           | 12.07.1973        |                 |                 |                 |                 |                 |
|                    | Jean-Yves Vandewalle |                              | Kiné                                              | 20.11.1965        |                 |                 |                 |                 |                 |
|                    | Christophe Geoffroy  |                              | Kiné                                              | 14.03.1963        |                 |                 |                 |                 |                 |
|                    | Thierry Laurent      |                              | Kiné                                              | 13.12.1964        |                 |                 |                 |                 |                 |
|                    | Cyril Praud          |                              | Kiné                                              | 19.09.1984        |                 |                 |                 |                 |                 |
|                    | Frédéric Forestas    |                              | Directeur administratif                           | 19.12.1973        |                 |                 |                 |                 |                 |
|                    | Erwan Le Prévost     |                              | Coordinateur sportif                              | 8.07.1976         |                 |                 |                 |                 |                 |

 = capitaine --  Gardien de butDéfenseurMilieu de terrainAttaquantSélectionneur

## Compétition

### Premier tour - Groupe A

#### France - Roumanie
| Match d'ouverture                                    | France                                   | 2 - 1   | Roumanie          | Stade de France, Saint-Denis                   |                                                |
| 10 juin 2016 · 21 h CEST · Historique des rencontres | ( Payet) Giroud 57e · ( Kanté) Payet 89e | (0 - 0) | 65e (pen.) Stancu | Spectateurs : 75 113 Arbitrage : Viktor Kassai | Spectateurs : 75 113 Arbitrage : Viktor Kassai |
| 10 juin 2016 · 21 h CEST · Historique des rencontres | Rapport                                  |         |                   | Spectateurs : 75 113 Arbitrage : Viktor Kassai | Spectateurs : 75 113 Arbitrage : Viktor Kassai |

| France | Roumanie |

| France :         |    |                   |  |     |       |
|                  |    |                   |  |     |       |
| Gardien de but   | 1  | Hugo Lloris       |  |     |       |
|                  | 3  | Patrice Évra      |  |     |       |
|                  | 4  | Adil Rami         |  |     |       |
|                  | 5  | N'Golo Kanté      |  |     |       |
|                  | 7  | Antoine Griezmann |  |     | 66e   |
|                  | 8  | Dimitri Payet     |  |     | 90+2e |
|                  | 9  | Olivier Giroud    |  | 69e |       |
|                  | 14 | Blaise Matuidi    |  |     |       |
|                  | 15 | Paul Pogba        |  |     | 77e   |
|                  | 19 | Bacary Sagna      |  |     |       |
|                  | 21 | Laurent Koscielny |  |     |       |
| Remplaçants :    |    |                   |  |     |       |
|                  | 20 | Kingsley Coman    |  |     | 66e   |
|                  | 11 | Anthony Martial   |  |     | 77e   |
|                  | 18 | Moussa Sissoko    |  |     | 90+2e |
| Sélectionneur :  |    |                   |  |     |       |
| Didier Deschamps |    |                   |  |     |       |

| Roumanie :        |    |                    |  |     |     |
|                   |    |                    |  |     |     |
| Gardien de but    | 12 | Ciprian Tătărușanu |  |     |     |
|                   | 3  | Răzvan Raț         |  | 45e |     |
|                   | 5  | Ovidiu Hoban       |  |     |     |
|                   | 6  | Vlad Chiricheș     |  | 32e |     |
|                   | 8  | Mihai Pintilii     |  |     |     |
|                   | 10 | Nicolae Stanciu    |  |     | 72e |
|                   | 14 | Florin Andone      |  |     | 61e |
|                   | 19 | Bogdan Stancu      |  |     |     |
|                   | 20 | Adrian Popa        |  | 78e | 82e |
|                   | 21 | Dragoș Grigore     |  |     |     |
|                   | 22 | Cristian Săpunaru  |  |     |     |
| Remplaçants :     |    |                    |  |     |     |
|                   | 9  | Denis Alibec       |  |     | 61e |
|                   | 7  | Alexandru Chipciu  |  |     | 72e |
|                   | 11 | Gabriel Torje      |  |     | 82e |
| Sélectionneur :   |    |                    |  |     |     |
| Anghel Iordănescu |    |                    |  |     |     |

| Assistants : György Ring Vencel Tóth Quatrième arbitre : Björn Kuipers Arbitres assistants additionnels : Tamás Bognár Ádám Farkas Homme du match : Dimitri Payet |

#### France - Albanie
| Match 15                                             | France                                        | 2 - 0   | Albanie | Stade Vélodrome, Marseille                      |                                                 |
| 15 juin 2016 · 21 h CEST · Historique des rencontres | ( Rami) Griezmann 90e · ( Gignac) Payet 90+6e | (0 - 0) |         | Spectateurs : 63 670 Arbitrage : William Collum | Spectateurs : 63 670 Arbitrage : William Collum |
| 15 juin 2016 · 21 h CEST · Historique des rencontres | Rapport                                       |         |         | Spectateurs : 63 670 Arbitrage : William Collum | Spectateurs : 63 670 Arbitrage : William Collum |

| France | Albanie |

| France :         |    |                     |     |     |
|                  |    |                     |     |     |
| Gardien de but   | 1  | Hugo Lloris         |     |     |
|                  | 3  | Patrice Évra        |     |     |
|                  | 4  | Adil Rami           |     |     |
|                  | 5  | N'Golo Kanté        | 88e |     |
|                  | 8  | Dimitri Payet       |     |     |
|                  | 9  | Olivier Giroud      |     | 77e |
|                  | 11 | Anthony Martial     |     | 46e |
|                  | 14 | Blaise Matuidi      |     |     |
|                  | 19 | Bacary Sagna        |     |     |
|                  | 20 | Kingsley Coman      |     | 68e |
|                  | 21 | Laurent Koscielny   |     |     |
| Remplaçants :    |    |                     |     |     |
|                  | 15 | Paul Pogba          |     | 46e |
|                  | 7  | Antoine Griezmann   |     | 68e |
|                  | 10 | André-Pierre Gignac |     | 77e |
| Sélectionneur :  |    |                     |     |     |
| Didier Deschamps |    |                     |     |     |

| Albanie :       |    |                 |     |     |
|                 |    |                 |     |     |
| Gardien de but  | 1  | Etrit Berisha   |     |     |
|                 | 2  | Andi Lila       |     | 71e |
|                 | 3  | Ermir Lenjani   |     |     |
|                 | 4  | Elseid Hysaj    |     |     |
|                 | 7  | Ansi Agolli     |     |     |
|                 | 9  | Ledian Memushaj |     |     |
|                 | 10 | Armando Sadiku  |     |     |
|                 | 13 | Burim Kukeli    | 55e | 74e |
|                 | 15 | Mergim Mavraj   |     |     |
|                 | 18 | Arlind Ajeti    |     | 85e |
|                 | 22 | Amir Abrashi    | 81e |     |
| Remplaçants :   |    |                 |     |     |
|                 | 21 | Odise Roshi     |     | 71e |
|                 | 14 | Taulant Xhaka   |     | 74e |
|                 | 6  | Frédéric Veseli |     | 85e |
| Sélectionneur : |    |                 |     |     |
| Gianni De Biasi |    |                 |     |     |

| Assistants : Damien MacGraith Francis Connor Quatrième arbitre : Michael Oliver Arbitres assistants additionnels : Bobby Madden John Beaton Homme du match : Dimitri Payet |

#### Suisse - France
| Match 26                                             | Suisse  | 0 - 0   | France | Stade Pierre-Mauroy, Villeneuve-d'Ascq         |                                                |
| 19 juin 2016 · 21 h CEST · Historique des rencontres |         | (0 - 0) |        | Spectateurs : 45 616 Arbitrage : Damir Skomina | Spectateurs : 45 616 Arbitrage : Damir Skomina |
| 19 juin 2016 · 21 h CEST · Historique des rencontres | Rapport |         |        | Spectateurs : 45 616 Arbitrage : Damir Skomina | Spectateurs : 45 616 Arbitrage : Damir Skomina |

| Suisse | France |

| Suisse :          |    |                      |  |     |
|                   |    |                      |  |     |
| Gardien de but    | 1  | Yann Sommer          |  |     |
|                   | 2  | Stephan Lichtsteiner |  |     |
|                   | 7  | Breel Embolo         |  | 74e |
|                   | 10 | Granit Xhaka         |  |     |
|                   | 11 | Valon Behrami        |  |     |
|                   | 13 | Ricardo Rodríguez    |  |     |
|                   | 15 | Blerim Džemaili      |  |     |
|                   | 18 | Admir Mehmedi        |  | 86e |
|                   | 20 | Johan Djourou        |  |     |
|                   | 22 | Fabian Schär         |  |     |
|                   | 23 | Xherdan Shaqiri      |  | 79e |
| Remplaçants :     |    |                      |  |     |
|                   | 9  | Haris Seferović      |  | 74e |
|                   | 16 | Gelson Fernandes     |  | 79e |
|                   | 6  | Michael Lang         |  | 86e |
| Sélectionneur :   |    |                      |  |     |
| Vladimir Petković |    |                      |  |     |

| France :         |    |                     |     |     |
|                  |    |                     |     |     |
| Gardien de but   | 1  | Hugo Lloris         |     |     |
|                  | 3  | Patrice Évra        |     |     |
|                  | 4  | Adil Rami           | 25e |     |
|                  | 6  | Yohan Cabaye        |     |     |
|                  | 7  | Antoine Griezmann   |     | 77e |
|                  | 10 | André-Pierre Gignac |     |     |
|                  | 15 | Paul Pogba          |     |     |
|                  | 18 | Moussa Sissoko      |     |     |
|                  | 19 | Bacary Sagna        |     |     |
|                  | 20 | Kingsley Coman      |     | 63e |
|                  | 21 | Laurent Koscielny   | 83e |     |
| Remplaçants :    |    |                     |     |     |
|                  | 8  | Dimitri Payet       |     | 63e |
|                  | 14 | Blaise Matuidi      |     | 77e |
| Sélectionneur :  |    |                     |     |     |
| Didier Deschamps |    |                     |     |     |

| Assistants : Jure Praprotnik Robert Vukan Quatrième arbitre : Marco Fritz Arbitres assistants additionnels : Matej Jug Slavko Vinčić Homme du match : Yann Sommer |

#### Classement

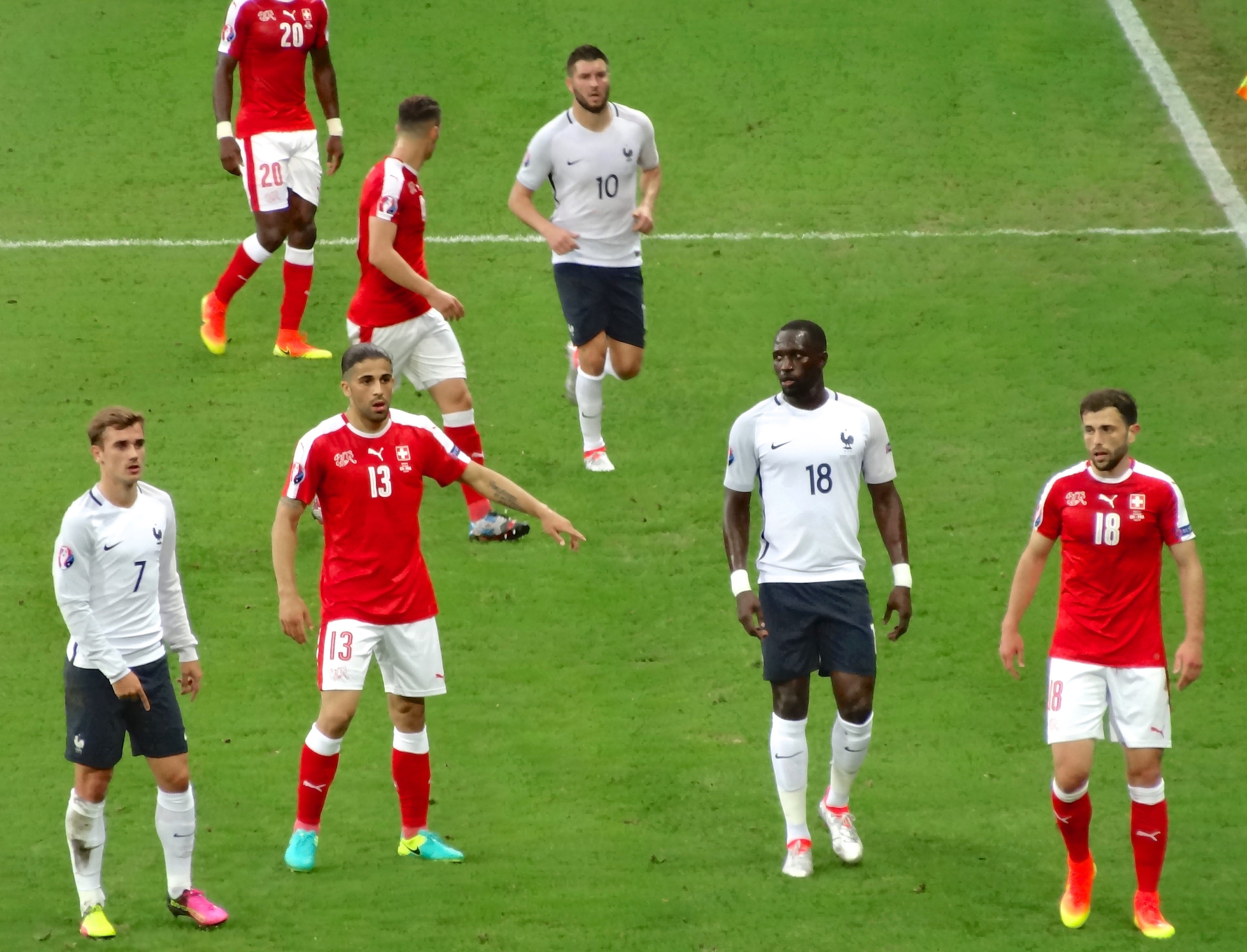
Suisse - France à Lille.

| Rang | Équipe   | Pts | J | G | N | P | Bp | Bc | Diff |
| ---- | -------- | --- | - | - | - | - | -- | -- | ---- |
| 1    | France   | 7   | 3 | 2 | 1 | 0 | 4  | 1  | +3   |
| 2    | Suisse   | 5   | 3 | 1 | 2 | 0 | 2  | 1  | +1   |
| 3    | Albanie  | 3   | 3 | 1 | 0 | 2 | 1  | 3  | -2   |
| 4    | Roumanie | 1   | 3 | 0 | 1 | 2 | 2  | 4  | -2   |

     Équipes directement qualifiées ;      Équipe qualifiée en tant que meilleure 3e ; Pts : points ; J : matchs joués ; G : matchs gagnés ; N : matchs nuls ; P : matchs perdus ;

Bp : buts pour ; Bc : buts contre ; Diff : différence de buts.

### Huitième de finale

#### France - Irlande
| Match 40                                             | France                                           | 2 - 1   | Irlande         | Parc Olympique lyonnais, Décines-Charpieu       |                                                 |
| 26 juin 2016 · 15 h CEST · Historique des rencontres | ( Sagna) Griezmann 58e · ( Giroud) Griezmann 61e | (0 - 1) | 2e (pen.) Brady | Spectateurs : 56 279 Arbitrage : Nicola Rizzoli | Spectateurs : 56 279 Arbitrage : Nicola Rizzoli |
| 26 juin 2016 · 15 h CEST · Historique des rencontres | Rapport                                          |         |                 | Spectateurs : 56 279 Arbitrage : Nicola Rizzoli | Spectateurs : 56 279 Arbitrage : Nicola Rizzoli |

| France | Irlande |

| France :         |    |                     |  |     |           |
|                  |    |                     |  |     |           |
| Gardien de but   | 1  | Hugo Lloris         |  |     |           |
|                  | 3  | Patrice Évra        |  |     |           |
|                  | 4  | Adil Rami           |  | 44e |           |
|                  | 5  | N'Golo Kanté        |  | 27e | 46e       |
|                  | 7  | Antoine Griezmann   |  |     |           |
|                  | 8  | Dimitri Payet       |  |     |           |
|                  | 9  | Olivier Giroud      |  |     | 73e       |
|                  | 14 | Blaise Matuidi      |  |     |           |
|                  | 15 | Paul Pogba          |  |     |           |
|                  | 19 | Bacary Sagna        |  |     |           |
|                  | 21 | Laurent Koscielny   |  |     |           |
| Remplaçants :    |    |                     |  |     |           |
|                  | 20 | Kingsley Coman      |  |     | 46e 90+3e |
|                  | 10 | André-Pierre Gignac |  |     | 73e       |
|                  | 18 | Moussa Sissoko      |  |     | 90+3e     |
| Sélectionneur :  |    |                     |  |     |           |
| Didier Deschamps |    |                     |  |     |           |

| Irlande :       |    |                 |     |     |
|                 |    |                 |     |     |
| Gardien de but  | 23 | Darren Randolph |     |     |
|                 | 2  | Séamus Coleman  | 25e |     |
|                 | 5  | Richard Keogh   |     |     |
|                 | 8  | James McCarthy  |     | 71e |
|                 | 9  | Shane Long      | 72e |     |
|                 | 11 | James McClean   |     | 68e |
|                 | 12 | Shane Duffy     | 66e |     |
|                 | 13 | Jeff Hendrick   | 41e |     |
|                 | 17 | Stephen Ward    |     |     |
|                 | 19 | Robbie Brady    |     |     |
|                 | 21 | Daryl Murphy    |     | 65e |
| Remplaçants :   |    |                 |     |     |
|                 | 14 | Jon Walters     |     | 65e |
|                 | 4  | John O'Shea     |     | 68e |
|                 | 20 | Wes Hoolahan    |     | 71e |
| Sélectionneur : |    |                 |     |     |
| Martin O'Neill  |    |                 |     |     |

| Assistants : Elenito Di Liberatore et Mauro Tonolini Quatrième arbitre : Alekseï Koulbakov Arbitres assistants additionnels : Daniele Orsato et Antonio Damato Homme du match : Antoine Griezmann |

### Quart de finale

#### France - Islande
| Match 48                                               | France | 5 - 2   | Islande                                                        | Stade de France, Saint-Denis                   |                                                |
| 3 juillet 2016 · 21 h CEST · Historique des rencontres | ( Matuidi) Giroud 12e · ( Griezmann) Pogba 20e · ( Griezmann) Payet 43e · ( Giroud) Griezmann 45e · ( Payet) Giroud 59e | (4 - 0) | 56e Sigþórsson (G. Sigurðsson ) · 84e B. Bjarnason (Skúlason ) | Spectateurs : 76 833 Arbitrage : Björn Kuipers | Spectateurs : 76 833 Arbitrage : Björn Kuipers |
| 3 juillet 2016 · 21 h CEST · Historique des rencontres | Rapport |         |                                                                | Spectateurs : 76 833 Arbitrage : Björn Kuipers | Spectateurs : 76 833 Arbitrage : Björn Kuipers |

| France | Islande |

| France :         |    |                     |     |     |
|                  |    |                     |     |     |
| Gardien de but   | 1  | Hugo Lloris         |     |     |
|                  | 3  | Patrice Évra        |     |     |
|                  | 7  | Antoine Griezmann   |     |     |
|                  | 8  | Dimitri Payet       |     | 80e |
|                  | 9  | Olivier Giroud      |     | 60e |
|                  | 14 | Blaise Matuidi      |     |     |
|                  | 15 | Paul Pogba          |     |     |
|                  | 18 | Moussa Sissoko      |     |     |
|                  | 19 | Bacary Sagna        |     |     |
|                  | 21 | Laurent Koscielny   |     | 72e |
|                  | 22 | Samuel Umtiti       | 75e |     |
| Remplaçants :    |    |                     |     |     |
|                  | 10 | André-Pierre Gignac |     | 60e |
|                  | 13 | Eliaquim Mangala    |     | 73e |
|                  | 20 | Kingsley Coman      |     | 80e |
| Sélectionneur :  |    |                     |     |     |
| Didier Deschamps |    |                     |     |     |

| Islande :           |    |                      |     |     |
|                     |    |                      |     |     |
| Gardien de but      | 1  | Hannes Halldórsson   |     |     |
|                     | 2  | Birkir Sævarsson     |     |     |
|                     | 6  | Ragnar Sigurdsson    |     |     |
|                     | 7  | Jóhann Guðmundsson   |     |     |
|                     | 8  | Birkir Bjarnason     | 58e |     |
|                     | 9  | Kolbeinn Sigthórsson |     | 83e |
|                     | 10 | Gylfi Sigurdsson     |     |     |
|                     | 14 | Kari Arnason         |     | 46e |
|                     | 15 | Jón Daði Böðvarsson  |     | 46e |
|                     | 17 | Aron Gunnarsson      |     |     |
|                     | 23 | Ari Freyr Skúlason   |     |     |
| Remplaçants :       |    |                      |     |     |
|                     | 5  | Sverrir Ingi Ingason |     | 46e |
|                     | 11 | Alfred Finnbogason   |     | 46e |
|                     | 22 | Eidur Gudjohnsen     |     | 83e |
| Sélectionneurs :    |    |                      |     |     |
| Lars Lagerbäck      |    |                      |     |     |
| Heimir Hallgrímsson |    |                      |     |     |

| Homme du match : Olivier Giroud |

### Demi-finale

#### Allemagne - France
| Match 50                                               | Allemagne | 0 - 2   | France                     | Stade Vélodrome, Marseille                      |                                                 |
| 7 juillet 2016 · 21 h CEST · Historique des rencontres |           | (0 - 1) | 45+2e (pen.) 72e Griezmann | Spectateurs : 64 078 Arbitrage : Nicola Rizzoli | Spectateurs : 64 078 Arbitrage : Nicola Rizzoli |
| 7 juillet 2016 · 21 h CEST · Historique des rencontres | Rapport   |         |                            | Spectateurs : 64 078 Arbitrage : Nicola Rizzoli | Spectateurs : 64 078 Arbitrage : Nicola Rizzoli |

| Allemagne | France |

| Allemagne :     |    |                        |       |     |
|                 |    |                        |       |     |
| Gardien de but  | 1  | Manuel Neuer           |       |     |
|                 | 3  | Jonas Hector           |       |     |
|                 | 4  | Benedikt Höwedes       |       |     |
|                 | 7  | Bastian Schweinsteiger | 45+1e | 79e |
|                 | 8  | Mesut Özil             | 45+1e |     |
|                 | 11 | Julian Draxler         | 50e   |     |
|                 | 13 | Thomas Müller          |       |     |
|                 | 14 | Emre Can               | 36e   | 67e |
|                 | 17 | Jérôme Boateng         |       | 61e |
|                 | 18 | Toni Kroos             |       |     |
|                 | 21 | Joshua Kimmich         |       |     |
| Remplaçants :   |    |                        |       |     |
|                 | 2  | Shkodran Mustafi       |       | 61e |
|                 | 19 | Mario Götze            |       | 67e |
|                 | 20 | Leroy Sané             |       | 79e |
| Sélectionneur : |    |                        |       |     |
| Joachim Löw     |    |                        |       |     |

| France :         |    |                     |     |       |
|                  |    |                     |     |       |
| Gardien de but   | 1  | Hugo Lloris         |     |       |
|                  | 3  | Patrice Évra        | 43e |       |
|                  | 7  | Antoine Griezmann   |     | 90+2e |
|                  | 8  | Dimitri Payet       |     | 71e   |
|                  | 9  | Olivier Giroud      |     | 78e   |
|                  | 14 | Blaise Matuidi      |     |       |
|                  | 15 | Paul Pogba          |     |       |
|                  | 18 | Moussa Sissoko      |     |       |
|                  | 19 | Bacary Sagna        |     |       |
|                  | 21 | Laurent Koscielny   |     |       |
|                  | 22 | Samuel Umtiti       |     |       |
| Remplaçants :    |    |                     |     |       |
|                  | 5  | N'Golo Kanté        | 75e | 71e   |
|                  | 6  | Yohan Cabaye        |     | 90+2e |
|                  | 10 | André-Pierre Gignac |     | 78e   |
| Sélectionneur :  |    |                     |     |       |
| Didier Deschamps |    |                     |     |       |

| Assistants : Elenito Di Liberatore Mauro Tonolini Quatrième arbitre : Damir Skomina Arbitres assistants additionnels : Daniele Orsato Antonio Damato Homme du match : Antoine Griezmann |

### Finale

#### Portugal - France
| Finale                                                  | Portugal              | 1 - 0 a. p.           | France | Stade de France, Saint-Denis                      |                                                   |
| 10 juillet 2016 · 21 h CEST · Historique des rencontres | ( Moutinho) Éder 109e | (0 - 0, 0 - 0, 0 - 0) |        | Spectateurs : 75 868 Arbitrage : Mark Clattenburg | Spectateurs : 75 868 Arbitrage : Mark Clattenburg |
| 10 juillet 2016 · 21 h CEST · Historique des rencontres | Rapport               |                       |        | Spectateurs : 75 868 Arbitrage : Mark Clattenburg | Spectateurs : 75 868 Arbitrage : Mark Clattenburg |

| Portugal | France |

| Portugal :      |    |                   |        |     |
|                 |    |                   |        |     |
| Gardien de but  | 1  | Rui Patrício      | 120+3e |     |
|                 | 3  | Pepe              |        |     |
|                 | 4  | José Fonte        | 119e   |     |
|                 | 5  | Raphaël Guerreiro | 95e    |     |
|                 | 7  | Cristiano Ronaldo |        | 25e |
|                 | 10 | João Mário        | 62e    |     |
|                 | 14 | William Carvalho  | 98e    |     |
|                 | 16 | Renato Sanches    |        | 79e |
|                 | 17 | Nani              |        |     |
|                 | 21 | Cédric            | 34e    |     |
|                 | 23 | Adrien Silva      |        | 66e |
| Remplaçants :   |    |                   |        |     |
|                 | 20 | Ricardo Quaresma  |        | 25e |
|                 | 8  | João Moutinho     |        | 66e |
|                 | 9  | Éder              |        | 79e |
| Sélectionneur : |    |                   |        |     |
| Fernando Santos |    |                   |        |     |

| France :         |    |                     |      |      |
|                  |    |                     |      |      |
| Gardien de but   | 1  | Hugo Lloris         |      |      |
|                  | 3  | Patrice Evra        |      |      |
|                  | 7  | Antoine Griezmann   |      |      |
|                  | 8  | Dimitri Payet       |      | 58e  |
|                  | 9  | Olivier Giroud      |      | 78e  |
|                  | 14 | Blaise Matuidi      | 97e  |      |
|                  | 15 | Paul Pogba          | 115e |      |
|                  | 18 | Moussa Sissoko      |      | 110e |
|                  | 19 | Bacary Sagna        |      |      |
|                  | 21 | Laurent Koscielny   | 107e |      |
|                  | 22 | Samuel Umtiti       | 80e  |      |
| Remplaçants :    |    |                     |      |      |
|                  | 20 | Kingsley Coman      |      | 58e  |
|                  | 10 | André-Pierre Gignac |      | 78e  |
|                  | 11 | Anthony Martial     |      | 110e |
| Sélectionneur :  |    |                     |      |      |
| Didier Deschamps |    |                     |      |      |

| Assistants : Simon Beck Jake Collin Quatrième arbitre : Viktor Kassai Arbitres assistants additionnels : Anthony Taylor Andre Marriner (en) Homme du match : Pepe |

C'est au terme d'un match plein de suspens que la France perd finalement dans les prolongations. Les Portugais remportent leur premier titre international, malgré un match globalement dominé par les Français.
La rencontre a notamment été marquée par la sortie sur blessure de la star portugaise Ronaldo à la 25e minute, par de nombreuses actions françaises malchanceuses dont un tir de Gignac sur le poteau en fin de match, par un carton jaune injustifié envers Koscielny sur une main d'Éder, et finalement du but de ce dernier à la 109e sur l'action qui suit le coup franc. L'arbitrage a par ailleurs pu être critiqué lors de cette finale. 
Les Français et le sélectionneur sont sortis du terrain très déçus malgré leur très beau parcours durant cet Euro 2016. Cette défaite est vécue comme un drame par les supporters français. Antoine Griezmann, star de l'équipe de France et de cet Euro 2016, a annoncé directement après le match que les Français "reviendraient plus forts", en vue de la Coupe du monde 2018. L'équipe de France confirmera cette déclaration deux ans plus tard en remportant la compétition.

### Bilan

#### Buteurs
6 buts            
- Antoine Griezmann  (Meilleur buteur et meilleur joueur de l'euro 2016)

3 but      
- Olivier Giroud

- Dimitri Payet

1 but  
- Paul Pogba

#### Passeurs
2 passes décisives
- Antoine Griezmann
- Olivier Giroud
- Dimitri Payet

1 passe décisive
- N'Golo Kanté
- Adil Rami
- André-Pierre Gignac
- Bacary Sagna
- Blaise Matuidi

#### Homme du match
2 fois
- Antoine Griezmann
- Dimitri Payet

1 fois
- Olivier Giroud

#### Temps de jeu des joueurs
| Joueur              |    |    |    |    |    |    |     | TT  | MJ | MT |
| ------------------- | -- | -- | -- | -- | -- | -- | --- | --- | -- | -- |
| Gardiens            |    |    |    |    |    |    |     |     |    |    |
| Hugo Lloris         | 90 | 90 | 90 | 90 | 90 | 90 | 120 | 660 | 7  | 7  |
| Steve Mandanda      | 0  | 0  | 0  | 0  | 0  | 0  | 0   | 0   | 0  | 0  |
| Benoît Costil       | 0  | 0  | 0  | 0  | 0  | 0  | 0   | 0   | 0  | 0  |
| Défenseurs          |    |    |    |    |    |    |     |     |    |    |
| Patrice Évra        | 90 | 90 | 90 | 90 | 90 | 90 | 120 | 660 | 7  | 7  |
| Adil Rami           | 90 | 90 | 90 | 90 | 0  | 0  | 0   | 360 | 4  | 4  |
| Laurent Koscielny   | 90 | 90 | 90 | 90 | 72 | 90 | 120 | 642 | 7  | 7  |
| Eliaquim Mangala    | 0  | 0  | 0  | 0  | 17 | 0  | 0   | 17  | 1  | 0  |
| Bacary Sagna        | 90 | 90 | 90 | 90 | 90 | 90 | 120 | 660 | 7  | 7  |
| Samuel Umtiti       | 0  | 0  | 0  | 0  | 90 | 90 | 120 | 300 | 3  | 3  |
| Lucas Digne         | 0  | 0  | 0  | 0  | 0  | 0  | 0   | 0   | 0  | 0  |
| Christophe Jallet   | 0  | 0  | 0  | 0  | 0  | 0  | 0   | 0   | 0  | 0  |
| Milieux             |    |    |    |    |    |    |     |     |    |    |
| Yohan Cabaye        | 0  | 0  | 90 | 0  | 0  | 4  | 0   | 94  | 2  | 1  |
| N'Golo Kanté        | 90 | 90 | 0  | 46 | 0  | 19 | 0   | 245 | 4  | 3  |
| Moussa Sissoko      | 2  | 0  | 90 | 1  | 90 | 90 | 110 | 383 | 6  | 4  |
| Blaise Matuidi      | 90 | 90 | 13 | 90 | 90 | 90 | 120 | 583 | 7  | 6  |
| Paul Pogba          | 77 | 44 | 90 | 90 | 90 | 90 | 120 | 601 | 7  | 6  |
| Morgan Schneiderlin | 0  | 0  | 0  | 0  | 0  | 0  | 0   | 0   | 0  | 0  |
| Attaquants          |    |    |    |    |    |    |     |     |    |    |
| Dimitri Payet       | 90 | 90 | 27 | 90 | 80 | 71 | 58  | 506 | 7  | 6  |
| Antoine Griezmann   | 66 | 22 | 77 | 90 | 90 | 90 | 120 | 560 | 7  | 6  |
| Olivier Giroud      | 90 | 77 | 0  | 73 | 60 | 78 | 78  | 456 | 6  | 6  |
| Anthony Martial     | 13 | 46 | 0  | 0  | 0  | 0  | 10  | 69  | 3  | 1  |
| Kingsley Coman      | 24 | 68 | 63 | 44 | 10 | 0  | 62  | 271 | 6  | 2  |
| André-Pierre Gignac | 0  | 13 | 90 | 17 | 30 | 12 | 42  | 204 | 6  | 1  |

## Audiences à la télévision
| Compétition                    | Adversaire | Date                  | Audience   | Part de marché | Chaîne            |
| ------------------------------ | ---------- | --------------------- | ---------- | -------------- | ----------------- |
| Euro 2016 (Poule)              | Roumanie   | 10 juin 2016 (21h)    | 14 442 000 | 54,8 %         | TF1 / beIN Sports |
| Euro 2016 (Poule)              | Albanie    | 15 juin 2016 (21h)    | 13 800 000 | 52,4 %         | TF1 / beIN Sports |
| Euro 2016 (Poule)              | Suisse     | 19 juin 2016 (21h)    | 13 440 000 | 48,6 %         | M6 / beIN Sports  |
| Euro 2016 (Huitième de finale) | Irlande    | 26 juin 2016 (15h)    | 11 763 000 | 66,3 %         | TF1 / beIN Sports |
| Euro 2016 (Quart de finale)    | Islande    | 3 juillet 2016 (21h)  | 17 179 000 | 60 %           | M6 / beIN Sports  |
| Euro 2016 (Demi-finale)        | Allemagne  | 7 juillet 2016 (21h)  | 19 231 000 | 68,8 %         | TF1 / beIN Sports |
| Euro 2016 (Finale)             | Portugal   | 10 juillet 2016 (21h) | 20 827 000 | 71,9 %         | M6 / beIN Sports  |